# Річард Ліберті
Річард Ліберті (англ. Richard Liberty; нар. 3 березня 1932, Нью-Йорк, США — пом. 2 жовтня 2000, Данія, Флорида, США) — американський актор.

## Біографія
Річард Ліберті народився в Нью-Йорку, США. У 1973 з'явився у фільмі жахів «Божевільні», виконавши роль одного з жителів міста, в якому розповсюдили вірус через біохімічну зброю. У 1985 актор знову попрацював у такому ж жанрі: зіграв професора Логана у стрічці «День мерців», який намагається знайти засоби щоб зробити щось з зомбі. Наступного року була роль у сімейному фільмі «Політ навігатора». Крім того Річард Ліберті отримував епізодичні ролі в серіалах: «Поліція Маямі», «Місяць над Маямі».
Помер від серцевого нападу у віці 68 років.

## Фільмографія

### Фільми
| Рік  | Назва                        | Оригінальна назва                 | Роль                   | Примітки               |
| ---- | ---------------------------- | --------------------------------- | ---------------------- | ---------------------- |
| 1973 | «Божевільні»                 | The Crazies                       | Арті                   |                        |
| 1980 | «Останній відлік»            | The Final Countdown               | капітан-лейтенант Мосс |                        |
| 1982 | «Дитя кохання»               | Love Child                        | офіцер поліції         |                        |
| 1983 | «Собаки та коти»             | Cane e gatto                      | поліцейський           | в титрах не зазначений |
| 1983 | «Поркі 2: На наступний день» | Porky's II: The Next Day          |                        |                        |
| 1985 | «Поганий сезон»              | The Mean Season                   | пан Гукс               |                        |
| 1985 | «День мерців»                | Day of the Dead                   | Логан                  |                        |
| 1985 | «Суперкопи із Маямі»         | Miami Supercops                   | Джо Гаррет             |                        |
| 1986 | «Політ навігатора»           | Flight of the Navigator           | пан Говард             |                        |
| 1986 | «Помста: Історія Тоні Сімо»  | Vengeance: The Story of Tony Cimo | прокурор Падгетт       | телефільм              |
| 1995 | «Справедливий суд»           | Just Cause                        | Чаплін                 |                        |
| 1997 | «Віртуальна зброя»           | Cyberflic                         | капітан Голмз          |                        |

### Серіали
| Рік  | Назва              | Оригінальна назва | Роль        | Примітки                         |
| ---- | ------------------ | ----------------- | ----------- | -------------------------------- |
| 1984 | «Поліція Маямі»    | Miami Vice        | професор    | 1 епізод; в титрах не зазначений |
| 1993 | «Кі-Вест»          | Key West          | безхатченко | 1 епізод                         |
| 1993 | «Місяць над Маямі» | Moon Over Miami   | Фред        | 1 епізод                         |
| 1997 |                    | Noi siamo angeli  |             | 1 епізод                         |